# هرم (جویم)
هَرم، روستایی در دهستان هرم بخش هرم شهرستان جویم در استان فارس ایران است. این روستا، مرکز دهستان هرم است.
مردم این روستا کشاورزی هستند. پیشهٔ عمده مردم این روستا کشاورزی و دامداری است. تعداد چند حلقه چاه در روستا وجود دارد. آب چاه‌ها حداکثر قابلیت کشت گندم, جو و به صورت نادر برخی دیگر از صیفی‌جات و خرما و گز را دارند. دریاچه فصلی به نام دریاچه هرم در کنار این روستا یکی از جاذبه‌های گردشگری در منطقه جویم و جنوب استان فارس می‌باشد
واقع شده در دامنه کوه از سلسله جبال زاگرس. تنها روستای منطقه که آب بسیار گوارا و شیرین دارد. 
باغستانهای مرکبات از جمله لیموشیرین، لیموترش، پرتقال و نخلستان‌های هرم مشهور و معروف جنوب فارس بوده.
عمده آب شرب روستاهای دهستان هرم از طریق چاهای حفاری شده در دامنه کوه‌های روستای هرم تامین میشود.

## پیشینه
هنگام حملهٔ مسلمانان به لارستان، ناحیه کاریان نخستین حمله را متحمل شد چون در این ناحیه سه آتشکده به چشم می‌خورد و مسلمانان عرب قصد خاموش کردن آن را داشتند. نخستین حمله در سال ۲۹ هجری قمری به فرماندهی هرم بن حیان و عبدالله بن عامر بن کریز صورت گرفت. محاصره قلعه کاریان که بر فراز تپه‌ای بلند و غیرقابل نفوذ ساخته شده بود برای مدتی زیاد به طول انجامید و سپاهیان مسلمانان عرب که ناگزیر به محاصره بودند در نزدیکی شهر کاریان در دشتی روبروی قلعه آن چادرهای خود را برافراشته و منزلگاهی ساختند که بعدها به نام فرمانده سپاهیان عرب به «هرم» مشهور شد و شهرک «هرم» کنونی در آن جا واقع شده‌است.

## جمعیت
بر پایه سرشماری عمومی نفوس و مسکن در سال ۱۳۹۵، جمعیت این روستا برابر با ۱٬۸۳۷ نفر (۴۶۱ خانوار) بوده‌است.